# Fechtweltmeisterschaften 1969
Die 22. Fechtweltmeisterschaft fand 1969 in Havanna statt. Es wurden acht Wettbewerbe ausgetragen, sechs für Herren und zwei für Damen.

## Herren

### Florett, Einzel
| Platz | Land | Sportler            |
| ----- | ---- | ------------------- |
| 1     | FRG  | Friedrich Wessel    |
| 2     | URS  | Wassyl Stankowytsch |
| 3     | POL  | Ryszard Parulski    |

### Florett, Mannschaft
| Platz | Land        | Sportler                                                                               |
| ----- | ----------- | -------------------------------------------------------------------------------------- |
| 1     | Sowjetunion | Wiktor Putjatin, Juri Scharow, Leonid Romanow, Wassyl Stankowytsch, German Sweschnikow |
| 2     | Polen       | Ryszard Parulski, Lech Koziejowski, Jerzy Kaczmarek, Marek Dąbrowski, Witold Woyda     |
| 3     | Rumänien    | Ion Drîmbă, Mihai Țiu, Ștefan Haukler, Iuliu Falb, Ștefan Ardeleanu                    |

### Degen, Einzel
| Platz | Land | Sportler             |
| ----- | ---- | -------------------- |
| 1     | POL  | Bohdan Andrzejewski  |
| 2     | URS  | Alexei Nikantschikow |
| 3     | SWE  | Carl von Essen       |

### Degen, Mannschaft
| Platz | Land        | Sportler                                                                              |
| ----- | ----------- | ------------------------------------------------------------------------------------- |
| 1     | Sowjetunion | Alexei Nikantschikow, Hryhorij Kriss, Serhij Paramonow, Igor Valetov, Georgi Zažitski |
| 2     | Ungarn      | Győző Kulcsár, Zoltán Nemere, Csaba Fenyvesi, Pál Schmitt, Pál Nagy                   |
| 3     | Schweden    | Carl von Essen, Orvar Jönsson, Hans Jacobson, Lars-Erik Larsson, Rolf Edling          |

### Säbel, Einzel
| Platz | Land | Sportler      |
| ----- | ---- | ------------- |
| 1     | URS  | Wiktor Sidjak |
| 2     | HUN  | János Kalmár  |
| 3     | HUN  | Péter Bakonyi |

### Säbel, Mannschaft
| Platz | Land        | Sportler                                                                             |
| ----- | ----------- | ------------------------------------------------------------------------------------ |
| 1     | Sowjetunion | Wiktor Sidjak, Mark Rakita, Wladimir Naslymow, Eduard Winokurow, Umjar Mawlichanow   |
| 2     | Polen       | Jerzy Pawłowski, Józef Nowara, Zygmunt Kawecki, Krzysztof Grzegorek, Janusz Majewski |
| 3     | Ungarn      | Péter Bakonyi, János Kalmár, Attila Kovács, Tamás Kovács, Miklós Meszéna             |

## Damen

### Florett, Einzel
| Platz | Land | Sportlerin           |
| ----- | ---- | -------------------- |
| 1     | URS  | Jelena Nowikowa      |
| 2     | ROU  | Ileana Gyulai-Drîmbă |
| 3     | URS  | Swetlana Tschirkowa  |

### Florett, Mannschaft
| Platz | Land        | Sportlerinnen                                                                                   |
| ----- | ----------- | ----------------------------------------------------------------------------------------------- |
| 1     | Rumänien    | Ileana Drîmbă, Olga Szabó-Orbán, Maria Vicol, Ana Derșidan, Suzana Ardeleanu                    |
| 2     | Sowjetunion | Alexandra Sabelina, Jelena Nowikowa, Swetlana Tschirkowa, Tazzjana Samussenka, Galina Gorochowa |
| 3     | Ungarn      | Katalin Kollanyi, Judit Ágoston-Mendelényi, Agnes Simonffy, Mária Szolnoki, Ildikó Rejtő        |